# 田辺久之
田辺 久之（たなべ ひさゆき、1932年6月16日 - 2023年3月18日）は、日本の図書館情報学者・オペラ研究家・ナチュラリスト。
義弟（妻の弟）はドイツ文学者で東京大学名誉教授の小堀桂一郎。義姪（妻の姪）は宗教史学者の小堀馨子。義祖父（妻の祖父）は日本画家の小堀鞆音。

## 人物
元常葉学園大学教授。国際青少年音楽祭監督。とこはカルチャー講座講師（オペラ）。プッチーニ友の会日本名誉会員。日本学校図書館学会理事(2003～)、日本音楽芸術マネージメント学会会員、静岡県演奏家協会顧問(2015～)、日本気象協会会員、静岡地学会会員。
文化庁民謡調査、音楽放送解説、新聞音楽評等の音楽啓蒙活動に1968年からかかわる。
おもに図書館情報学、音楽学、気象学の著作、諸論文を執筆。

## 経歴
静岡県出身。静岡県立沼津東高等学校、慶應義塾大学文学部卒業。
静岡県図書館功労者、静岡市学術芸術奨励賞、三浦環記念会賞、静岡新聞SBS第1回ふるさと貢献賞を受賞。

## 著書
- 図書ガイド(1955-09;静岡県立沼津東高校)
- 図書館学とその周辺　天野敬太郎先生古稀記念論文集(共著;1971-06;巌南堂)
- 静岡県市町村地域映像目録(1979-05;静岡県立中央図書館)
- 静岡県のお天気(共著;1982-04;静岡新聞社)
- 新居町史　第3巻　風土編(共著;1985-03)
- 美和郷土史(共著;1985-03;美和郷土史刊行委員会)
- 静岡年鑑(気象執筆;1987～1994;静岡新聞社)
- 安倍山麓足久保川流域　自然環境調査報告書(1988-10;吉見書店)
- 考証三浦環(1995-03;近代文藝社)　2019増補改訂
- 図書館学演習資料　前編・後編　新訂11版(共著:1996-05;全国学校図書館協議会)
- 学校図書館　図書の整理(1998-07;常葉学園大学)
- 学校図書館　司書教諭講習ガイド(共著;1999-07　2000-07改訂　2001-09新訂;常葉学園大学)

## 論文
- レコードを通しての図書館活動(学校図書館 (33), 32-36, 1953-08)
- 謄写印刷カードの作成について(学校図書館 (39), 48-53, 1954-02)
- レコードの分類表(図書館界 6(1), 33-40, 1954-02)
- 学校図書館員の現状(学校図書館 (55),  1955-06)
- 感情標目について--レコード件名目録の一要素として(図書館学会年報 4(1), 121-128, 1957-03)
- 選曲におけるキャッチワードの研究(放送教育研究集録 (4), 150-159, 1958-12)
- 三浦環 伝記資料考-環の著作と瀬戸内晴美の『お蝶夫人』(常葉学園短期大学紀要 (14), 31-45, 1982)
- ナライ再考(常葉国文 (10), 61-71, 1985)
- 卒論作成と図書館利用(常葉学園短期大学紀要 (16), 75-91, 1985)
- 三浦 環 伝記資料考 二 -東京音楽学校時代 前編(常葉学園短期大学紀要 (17), 19-34, 1986)
- 駿州茶畑村名主の系譜(常葉国文 (12), 60-71, 1987)
- 三浦環 伝記資料考 三 -東京音楽学校時代 後編(常葉学園短期大学紀要 (18), 1-16, 1987)
- 三浦環 伝記資料考 四 -ロンドン・デビュー-(常葉学園短期大学紀要 (19), 1-18, 1988)
- 三浦環 伝記資料考 (補遺) -出生地再論(常葉学園短期大学紀要 (21), 13-16, 1990)
- 三浦 環伝記資料考 五 -海外公演(常葉学園短期大学紀要 (24), 51-68, 1993)
- 三浦環伝記資料考-帝劇時代(常葉学園短期大学紀要 (25), 43-62, 1994)
- わが国における聴覚資料組織化の史的考察(常葉学園短期大学紀要 (26), 257-272, 1995)
- 之山文庫の楽譜分類(常葉学園短期大学紀要 (27), 419-433, 1996)
- 欧米における初期の録音アーカイブ・レコードライブラリー(常葉学園短期大学紀要 (28), 57-63, 1997)
- 東北・東海・近畿・中国・九州地区の研究動向(中村雅胤他共著：学校図書館学研究 (1), 83-91, 1999)
- アルド・フランケッティ作曲オペラ≪浪子さん≫日本初演についての覚え書(仲澤裕恵共著：常葉学園大学研究紀要. 教育学部 (21), 127-143, 2000)
- シューマン全作品演奏目録--シューマン研究会による1989～1998の演奏記録(高原節子共著：常葉学園大学研究紀要. 教育学部 (22), 155-192, 2001)
- 静岡県におけるオペラ活動の足跡--静岡県オペラ協会35年の公演記録(高塚昭男共著：常葉学園大学研究紀要. 教育学部 (23), 15-44, 2002)
- 占領期GHQ/SCAPによる高等学校図書館振興施策としてのコンプトン百科事典コンテストの経緯(学校図書館学研究 4, 3-13, 2002-03)
- ヤマトタケル向火考(常葉国文 (27), 29-37, 2003-03)
- 研究・実践情報 国内 感性キーワードによる読書案内の試み(加藤安英共著：学校図書館学研究 6, 41-46, 2004-03)
- 静岡県における戦後期文化行政とオペラ事情(音楽芸術マネジメント (1), 145-151, 2009)

| スタブアイコン | サブスタブ | この項目は、まだ閲覧者の調べものの参照としては役立たない、人物に関連した書きかけの項目です。この項目を加筆・訂正などしてくださる協力者を求めています（P:人物伝/PJ:人物伝）。 |